# Адольф Ойґен Фік
Адо́льф О́йґен Фік (нім. Adolf Eugen Fick; 3 вересня 1829, Кассель, Німеччина  — 21 серпня 1901, Бланкенберґе, Бельгія) — німецький фізик і фізіолог, один з найвідоміших представників фізико-математично обґрунтованої експериментальної фізіології.

## Родина
Адольф Фік народився 3 серпня 1829 року в Касселі як наймолодший син із дев'яти дітей Фрідріха Фіка. Його брат — відомий німецький анатом Франц Людвіґ Фік (1813—1858). Син Людвіґа Фіка відомий німецький офтальмолог, винахідник контактних лінз Адольф Гастон Ойґен Фік після смерті батька виховувався у родині Адольфа Фіка.
Адольф Фік та його дружина Емілі були батьками анатома Рудольфа Фіка, який народився в Цюріху 24 лютого 1866 р..

## Освіта і викладацька діяльність
З 1847 року вивчав математику в Марбурзі нім. Marburg an der Lahn, але пізніше під впливом свого близького товариша фізіолога Карла Людвіга захопився медициною. З 1849 році до 1851 р. навчався в Берліні. 27 серпня 1851 року в Марбурзькому університеті у 22 роки захистив докторську дисертацію (Tractatus de errore quodam optico asymmetria bulbi effecto) про дефекти зору через астигматизм, який він пояснював викривленням рогівки.
1851 року розпочав фахову діяльність як прозектор з анатомії у свого брата Франца Людвіґа Фіка, професора анатомії в Марбурзі
У 1852 році Фік переїхав до Цюриха, де продовжував працювати прозектором під керівництвом Карла Людвіга.
1853 р. Фік габілітувався в Цюриху, де з 1856 р. до 1861 р. працював доцентом на кафедрі анатомо-фізіологічних допоміжних наук. З 1862 р. Фік обійняв повну професорську посаду з фізіології. У 1868 році він переїхав до Вюрцбурга, де працював професором фізіології і очолював кафедру фізіології у Фізіологічному інституті Вюрцбурзького університету аж до виходу на пенсію в 1899 року.

## Наукова діяльність
Ще в 1850 році Фік опублікував фундаментальні дослідження щодо статики м'язів стегна. Його улюбленою науковою темою стало вивчення людського тіла за допомогою фізичних та математичних законів. Математичний напрямок наукових досліджень Фіка чітко прослідковується у його численних наукових працях.
1851 р. він опублікував фундаментальні дослідження руху очей.
1855 р. на емпіричній основі Фік встановив два основні закони дифузії, названі його іменем. Результати свої досліджень дифузії він опублікував відразу в двох часописах — фізичному й хімічному, оскільки вони були визначальними як у фізіології, так і у фізиці. На початку 20 століття Альберт Айнштайн теоретично на основі принципів термодинаміки підтвердив закони Фіка, чим надав їм надійну теоретичну основу.
1856 р. була опублікована його велика праця «Фізика в медицині» («Die medicinische Physik»), яка базувалася на використанні математичного апарату.
1858 року Фік вперше представив адаптацію довжини м'язового волокна до його функції, як регулярний біологічний процес.
У 1860 р. був опублікований Компендіум з фізіології, який містив також історію розвитку фізіології (Compendium der Physiologie mit Einschluss der Entwicklungsgeschichte).
У 1862 р. Фік винайшов маятниковий міограф — апарат для вимірювання м'язових скорочень, в 1864 р. — сфігмограф — апарат для реєстрації коливань стінок артерій, які виникають внаслідок викиду порції крові із серця під час систоли. Того ж року вийшов підручник з анатомії та фізіології органів чуття (Lehrbuch der Anatomie und Physiologie der Sinnesorgane).
У 1865 р. разом зі своїм другом Йоганнесом Віслікуном Фік провів важливий експеримент, який спростував гіпотезу Лібіха про те, що джерелом енергії м'язів є білки: оскільки м'язи складаються з білка, то вважалося, що саме білки забезпечують енергію для м'язів. Обидва дослідники спочатку кілька спокійних днів харчувалися продуктами, які не містили азоту і визначали його кількість, яка виділяється із сечею. Потім вони піднялися на гору Фаульгорн заввишки 2680 м, виконавши значну роботу м'язами. Проте після цього вони не спостерігали істотної зміни у виведенні азоту з організму. Це спростовувало висновок Лібіха і вказувало на те, що  джерелом енергії м'язів є не білки, а вуглеводи та / або жири.
У 1868 р. Фік створив прилад для вимірювання швидкості крові в артерії людини, названий згодом Моссо «плетизмографом».
У 1870 р. Адольф Фік уперше запропонував метод вимірювання об'єму серцевого викиду у людей і тварин. Основою цього методу, названого принципом Фіка, є застосування закону збереження маси: сума кількості кисню, доставленого в легеневі капіляри через легеневу артерію і кількості кисню, який потрапляє в легеневі капіляри з альвеол, повинна дорівнювати кількості кисню, який виноситься легеневими венами. Перше повідомлення про цей метод появилося 9 липня 1870 року в матеріалах конференції, на якій Фік прочитав лекцію на цю тему.
1888 року Фік створив апланаційний тонометр для вимірювання внутрішньоочного тиску.
Окрім трактатів філософського та математичного змісту, Фік також опублікував багато популярних та зрозумілих для широкої публіки статей.

## Суспільна діяльність
Фік був одним із засновників Асоціації німецьких культурних відносин із-за кордоном та Німецького колоніального товариства. 1891 року Фік був одним із 75 членів засновницького комітету Пангерманського союзу.
Фік був членом Товариства німецьких природознавців та лікарів.

## Нагороди та визнання
Фік був почесним доктором філософського факультету Лейпцигського університету, членом Прусської академії наук, Баварської академії наук, Шведської королівської академії наук та інших академій. 1893 року нагороджений Німецькою академією природознавців «Леопольдина» медаллю Котеніуса. На додаток до найвищої медалі, баварська корона присвоїла йому титул члена «Таємної ради», дорадчого органу при монархові, але Фік не скористався цією нагородою, оскільки вона суперечила його скромності та прихильності до громадянської свободи.
На відзначення 100-річчя з дня народження Адольфа Ойгена Фіка його сини відкрили Фонд і встановили премію Адольфа Фіка, яка вважається найпрестижнішою нагородою в галузі німецькомовної фізіології. Її присуджують з 1929 року одному або декільком видатним фізіологам кожні п'ять років. Лауреатів премії нагороджують медаллю Адольфа Фіка та призом у 10 000 євро (станом на 2019 рік).
Адольф Ойгена Фік помер 21 серпня 1901 року в місті Бланкенберґе в Західній Фландрії.

## Вибрані праці
- Fick, Adolf. 1856. Die medicinische Physik. Braunschweig: Vieweg
- Fick, Adolf. 1860. Compendium der Physiologie des Menschen mit Einschluss der Entwicklungsgeschichte. Wien: Braumüller
- Fick, Adolf. 1863. Beiträge zur vergleichenden Physiologie der irritablen Substanzen. Braunschweig: F. Vieweg u. Sohn
- Fick, Adolf. 1864. Lehrbuch der Anatomie und Physiologie der Sinnesorgane. Schauenburg: Lahr
- Fick, Adolf. 1864. Untersuchungen über elektrische Nervenreizung. Braunschweig